# Třída Herluf Trolle
Třída Herluf Trolle je lodní třída pobřežních bitevních lodí dánského královského námořnictva. Celkem byly postaveny tři jednotky této třídy. Představovaly nejsilnější dánské válečné lodě. Do služby byly přijaty v letech 1901–1908. Zatímco dvě byly vyřazeny ještě ve 30. letech, Peder Skram se dočkal druhé světové války. Roku 1943 byl potopen.

## Stavba
Celkem byly postaveny tři jednotky této třídy. Jejich stavitelem byla dánská loděnice Orlogsværftet v Kodani. Stavba byla rozprostřena do jedenácti let 1897–1908, neboť zahájení stavby druhé a třetí jednotky proběhlo vždy až po zkouškách jednotky předchozí a patřičných úpravách projektu. Jednotlivá plavidla se proto mírně lišila rozměry, výzbrojí a pancéřováním.
Jednotky třídy Herluf Trolle:
| Jméno          | Založení kýlu     | Spuštěna       | Vstup do služby | Status |
| -------------- | ----------------- | -------------- | --------------- | --- |
| Herluf Trolle  | 20. července 1897 | 1. září 1899   | 7. června 1901  | Dosloužila jako cílová loď. Vyřazena 1932. |
| Olfert Fischer | 20. října 1900    | 9. května 1903 | 31. května 1905 | Vyřazena 1936. |
| Peder Skram    | 25. dubna 1905    | 2. května 1908 | 24. září 1908   | Dne 29. srpna 1943 v Kodani potopena vlastní posádkou. Vyzvednuta a zařazena do kriegsmarine jako Adler. V dubnu 1945 v Kielu potopena spojeneckým letectvem a později sešrotována. |

## Konstrukce

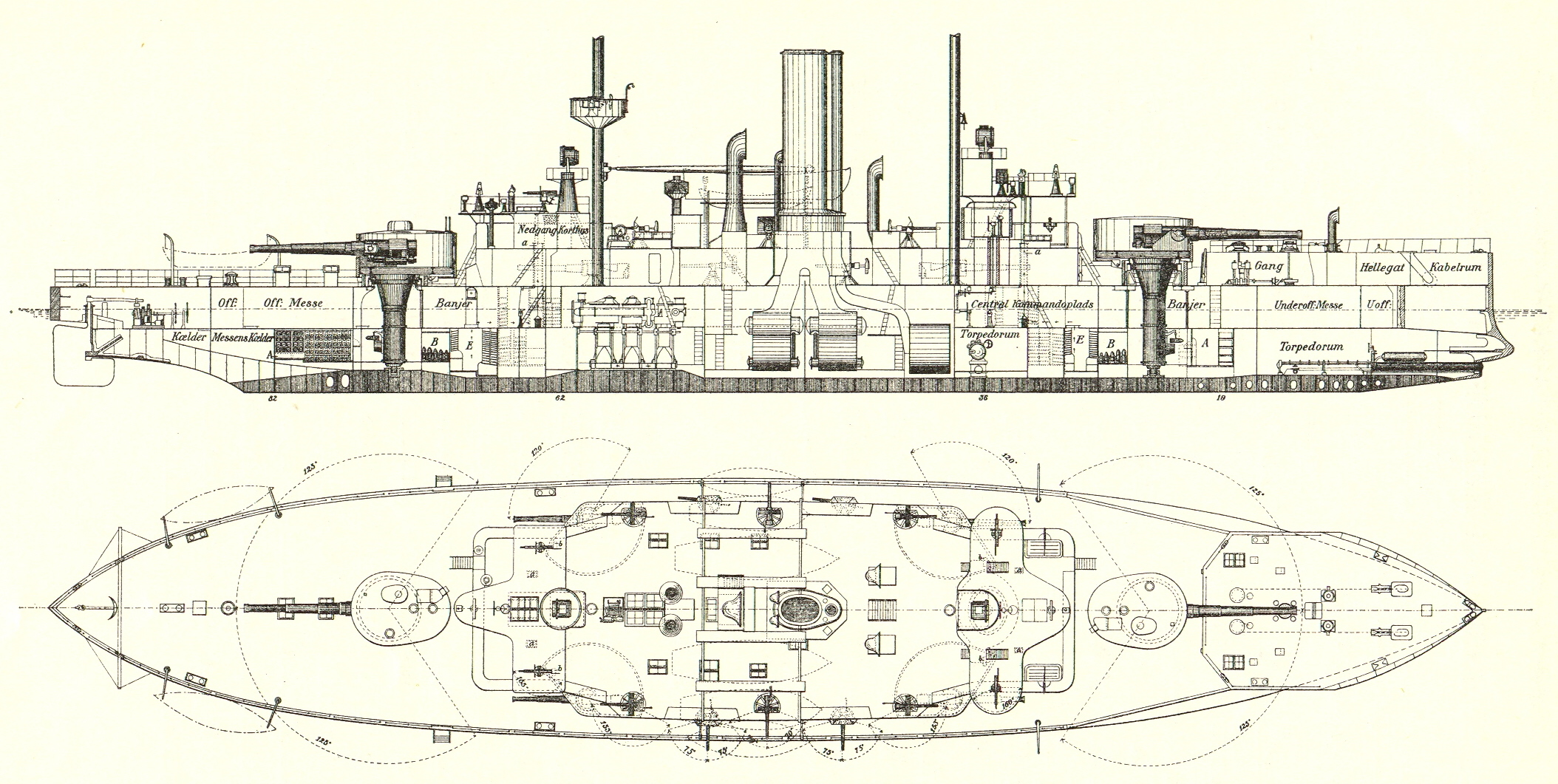
Herluf Trolle

Plavidla měla nízký volný bok. Základ pancéřování představoval pancéřový pás, který chránil celou délku boků. Do systému pancéřování byly začleněny rovněž barbety, kasematy, paluby a chráněny byly i dělové věže a velitelský můstek. Výzbroj prototypu Herluf Trolle představovaly dva 240mm kanóny, čtyři 150mm kanóny, deset 57mm kanónů, osm 37mm kanónů a tři 450mm torpédomety. Pohonný systém tvořilo šest kotlů Thornycroft a dva trojčinné parní stroje Burmeister & Wain o celkovém výkonu 4200 hp, pohánějící dva lodní šrouby. Nejvyšší rychlost dosahovala 15,5 uzlů. Dosah byl 2400 námořních mil při rychlosti devíti uzlů.

### Modifikace

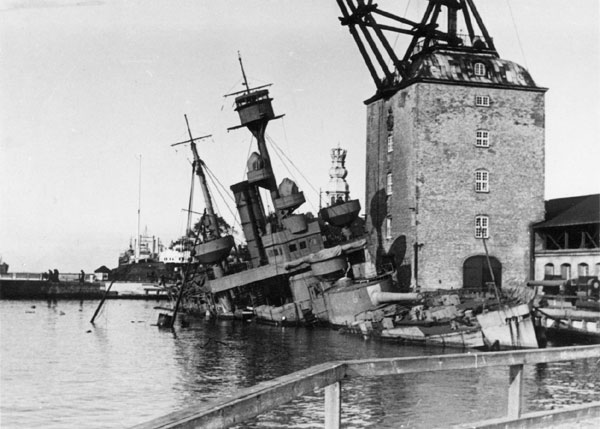
Pobřežní bitevní loď Peder Skram potopená v Kodani vlastní posádkou

Sestřeské lodě Olfert Fischer a Peder Skram se mírně lišily svými rozměry, upraveno bylo rozložení jejich pancéřování a složení výzbroje. Obě nesly vylepšený model 240mm kanónů a Peder Skram i modernější 150mm kanóny sekundární ráže. Změny postihly i složení lehké výzbroj. Peder Skram měl přídán i čtvrtý torpédomet a díky novému pohonnému systému, který posílen na celkový výkon 5400 hp, pohání dva lodní šrouby, dosahoval o půl uzlu vyšší rychlosti.
Výzbroj všech jednotek byla upravována i během služby.